# Acyklowir
Acyklowir (łac. aciclovirum) – organiczny związek chemiczny, lek przeciwwirusowy, z grupy analogów nukleozydowych, stosowany przede wszystkim w leczeniu zakażeń wirusem opryszczki pospolitej oraz wirusem ospy wietrznej i półpaśca. Inne zastosowania obejmują zapobieganie zakażeniom wirusem cytomegalii po transplantacji i ciężkie powikłania zakażenia wirusem Epsteina-Barr. Lek może być przyjmowany doustnie, stosowany jako krem lub w postaci wstrzyknięć.

## Struktura

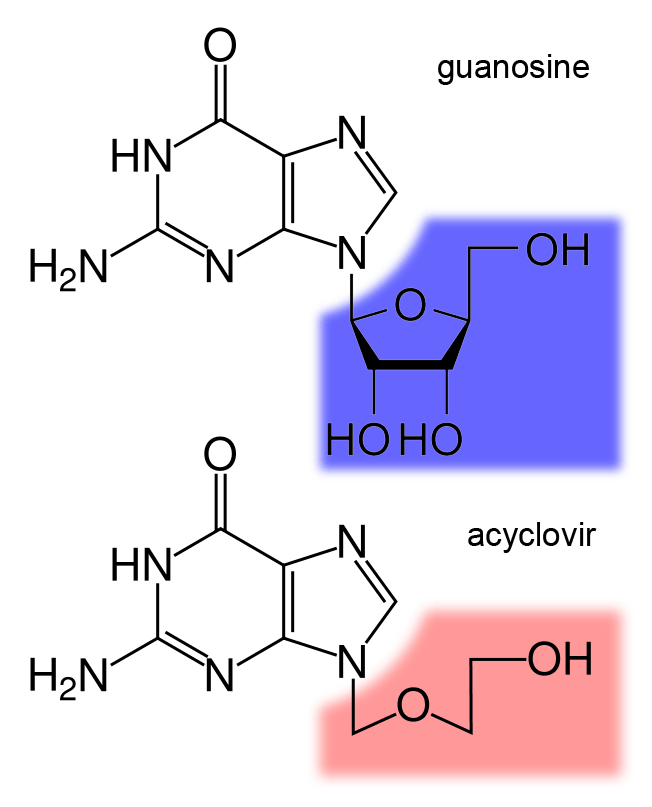
Porównanie cząsteczek guanozyny i acyklowiru

Acyklowir jest analogiem guanozyny, w którym pierścień rybozy zastąpiono jej fragmentem, odpowiadającym atomom C1′, O4′, C4′, C5′ i O5′ nukleozydu. Uzyskany w ten sposób związek okazał się mało toksycznym dla człowieka, specyficznym inhibitorem replikacji wirusów opryszczki: Herpes simplex 1 (HSV-1), Herpes simplex 2 (HSV-2) oraz wirusa ospy wietrznej i półpaśca Varicella zoster (VZV).

## Mechanizm działania
Genom herpeswirusów stanowi liniowy, dwuniciowy DNA. Jego replikacja odbywa się w jądrze zakażonej komórki gospodarza, przy współudziale licznych enzymów wirusowych. Wśród nich kluczową rolę odgrywa kodowana przez wirusa polimeraza DNA.
Acyklowir wprowadzany jest do komórek przez białko transportujące nukleozydy, w tym deoksyguanozynę. Wewnątrz komórki zostaje przekształcony w biologicznie aktywną pochodną fosforanową. Za proces ten odpowiedzialna jest kodowana przez wirus kinaza tymidynowa. Fakt, że acyklowir nie jest odpowiednim substratem dla kinaz komórkowych powoduje, że lek zostaje zaktywowany głównie w komórkach zakażonych przez wirusa, co wpływa korzystnie na jego selektywność. W komórkach zakażonych HSV stwierdza się od 40 do 100 razy wyższy poziom aktywnych form fosforanowych acyklowiru, niż w komórkach niezakażonych. Trójfosforan acyklowiru (ACVTP) hamuje syntezę DNA HSV, gdyż pozbawiony jest grupy 3’OH. Gdy polimeraza wirusowa wprowadzi zmodyfikowany nukleozyd do łańcucha DNA dalsze jego wydłużanie staje się niemożliwe.

## Leki zawierające acyklowir
Preparaty dostępne w Polsce:
- preparaty proste: Aciclovir, Acix, Axoviral, Hascovir, Herpex, Hevipoint, Heviran, Invirum, Zovirax Intensive
- preparaty złożone: Zovirax Duo (acyklowir + hydrokortyzon)